# 強化電視二位元交換規格
強化電視二位元交換規格（Enhanced TV Binary Interchange Format，EBIF）是一种多媒体内容编码格式，由opencable开源项目开发，专门用于有线电视领域。这个协议的主要目的是将一个或多个页面内的多媒体内容（类似于网页）以优化的二进制格式存放到一个widget内。